# Lago Rosalind
Il lago Rosalind è un piccolo lago situato nell'entroterra della contea di Bruce, nello stato dell'Ontario, in Canada, tra le città di Hanover e Walkerton. Il lago Rosalind e l'interconnesso lago Marna a sud sono laghi artificiali originati dagli scavi di marna per le locali aziende cementizie all'inizio del XX secolo e la successiva costruzione di dighe nel 1939 e nel 1946. Entrambi i laghi sono relativamente poco profondi e piccoli in quanto ad area (rispettivamente 38 ettari e 14 ettari). Il lago Marna riceve gli eccessi d'acqua del lago Rosalind per mezzo di un canale sotterraneo e c'è anche un interconnesso "lago Nord" a nord del lago Rosalind. Quasi tutta la sponda del lago è antropizzata soprattutto con piccole proprietà, urbanizzate con una linea di costa cementificata e prati curati. L'alto livello di sviluppo deriva dalla prossimità di Hanover e Walkerton, un eccellente sistema stradale nell'area a una relativa scarsità di laghi nell'entroterra della contea di Bruce.
La principale fonte d'acqua del lago è la falda acquifera; non ci sono altri importanti torrenti o ruscelli che si immettano nel lago. C'è un leggero ruscellamento dalla terra circostante, usata per scopi agricoli. Il lago Rosalind è considerato un lago sorgente e fornisce acqua al Saugeen River. La copertura forestale rimasta attorno al lago è scarsa. Nel crollo del 2006, il Lago Rosalind fu infestato da alghe blu-verdi, che diedero un improvviso stop a tutte le attività legate all'acqua. Durante l'inverno le alghe morirono, ma si consiglia ai residenti di non usare fertilizzanti per i prati e di mantenere naturale la propria linea di costa.